# Heimdall 2
Heimdall 2: Into The Hall Worlds – kontynuacja gry Heimdall wydanej trzy lata wcześniej. Autorzy posłuchali słów krytyki pierwowzoru i wyeliminowali irytujące elementy. Zaliczał się do nich system walki, jak również ograniczona kieszeń. Zaimplementowano też nowy system generowania i rzucania czarów. Wszystko to z korzyścią dla samej gry.

## Fabuła
Heimdall, strażnik tęczowego mostu, zyskał status boga po swoich czynach w części pierwszej. Niestety nasz bohater swymi uczynkami zyskał również śmiertelnego wroga – Lokiego, który poprzysiągł pomścić swą zniewagę. Dwieście lat błogiej sielanki było wystarczającym czasem, aby Loki wymyślił chytry plan. Dziwne wydarzenia w krainach Asgard i Midgard nie dawały zbytnio złudzeń kto za nimi stoi. Bogowie zdecydowali się działać. Postanowili znaleźć sposób na uwięzienie Lokiego. Uwięzienie w taki sposób, aby nie istniało niebezpieczeństwo, że w przyszłości ponownie sprawi im problem. Od dawna krążyła opowieść o amulecie, który miał moc obezwładnienia boga. Amulet został połamany na cztery części, a każda z części wrzucona do innego portalu w Hallu Światów. Należało je odnaleźć i złożyć z nich pełny amulet. Z racji, że Heimdall nie należał do zbyt młodych wiekiem, zdecydowano się wysłać w tę misję Baldura. Niestety siła Lokiego była wielka. Baldur nie był wystarczająco doświadczony i poległ. Heimdall zgłosił się na ochotnika, lecz bogowie nie zgodzili się puścić go samego. Postanowili dać mu kogoś, kto będzie nad nim czuwał. Wybór padł na walkirię Urshę.
Grafika, podobnie jak w poprzedniej części, utrzymana jest w konwencji izometrycznej. Zrezygnowano z elementu zarządzania drużyną oraz generowania atrybutów. Wprowadzono możliwość przełączania się między męską (Heimdall) a żeńską (Ursha) postacią.